# Léandre Griffit
Léandre Henri Griffit (Maubeuge, 21 maggio 1984) è un ex calciatore francese, di ruolo centrocampista.

## Carriera

### Inizi e Inghilterra
Ha iniziato la sua carriera in Francia con l'Amiens, prima di trasferirsi in Premier League nel Southampton nel 2003. Ha giocato solo sette partite e ha segnato i suoi unici 2 gol della sua esperienza con il Southampton contro il Blackburn e il Newcastle. Prima di essere svincolato dal club, è stato ceduto in prestito al Leeds United e al Rotherham United, della Football League Championship.

### Svezia
Dopo la sua esperienza in Inghilterra, si è trasferito in Svezia per giocare con l'Elfsborg. Nel club svedese ha fatto 21 apparizioni e un solo gol, ma nonostante ciò, ha aiutato la squadra a vincere il campionato svedese nel 2006 e a qualificarsi nei preliminari di Champions League. Dopo aver trascorso due stagioni con l'Elfsborg, nel 2007 viene ceduto in prestito al Norrköping di seconda divisione. Anche se ha disputato solo 10 partite, ha aiutato il club a vincere la Superettan e a salire in prima divisione.

### Crystal Palace
Nell'estate del 2008 torna in Inghilterra per giocare con il Crystal Palace. Tuttavia,non trovando molto spazio nel club, è stato svincolato.

### Columbus Crew
Dopo aver trascorso una stagione nella terza divisione belga con il La Louvière Centre, firma un contratto con i Columbus Crew nell'aprile del 2010. Ha fatto il suo debutto per il club il 6 luglio 2010 contro il Charleston Battery, in una partita di quarti di finale della Lamar Hunt U.S. Open Cup.
Ha fatto la sua prima apparizione nella MLS il 24 luglio 2010 contro lo Houston Dynamo, entrando nel minuto 87 e segnando il suo primo gol tre minuti dopo, su un rimpallo di un tiro di Guillermo Barros Schelotto.

### Toronto FC
Il 16 luglio 2011 viene ceduto ai Toronto FC.

## Statistiche
| Stagione           | Squadra            | Campionato         | Campionato | Campionato | Coppe nazionali | Coppe nazionali | Coppe nazionali | Coppe continentali | Coppe continentali | Coppe continentali | Totale | Totale |
| Stagione           | Squadra            | Comp               | Pres       | Reti       | Comp            | Pres            | Reti            | Comp               | Pres               | Reti               | Pres   | Reti   |
| ------------------ | ------------------ | ------------------ | ---------- | ---------- | --------------- | --------------- | --------------- | ------------------ | ------------------ | ------------------ | ------ | ------ |
| 2002–2003          | Amiens             | 2002–2003          | 18         | 0          | CF+CdL          | ?+1             | ?+0             | -                  | -                  | -                  | 18     | 0      |
| 2003–2004          | Southampton        | PL                 | 5          | 2          | CI+CdL          | 0               | 0               | -                  | -                  | -                  | 5      | 2      |
| 2004-gen.2005      | Southampton        | PL                 | 2          | 0          | CI+CdL          | 1               | 0               | -                  | -                  | -                  | 3      | 0      |
| Totale Southampton | Totale Southampton | Totale Southampton | 7          | 2          |                 | 1               | 0               | -                  | -                  | -                  | 8      | 2      |
| gen-giu 2005       | Leeds Utd          | FLC                | 3          | 0          | -               | -               | -               | -                  | -                  | -                  | 3      | 0      |
| 2006               | Elfsborg           | A                  | 7          | 1          | -               | -               | -               | -                  | -                  | -                  | 7      | 1      |
| 2007               | Elfsborg           | A                  | 12         | 0          | -               | -               | -               | UCL                | 0                  | 0                  | 12     | 0      |
| 2008               | Elfsborg           | A                  | 2          | 0          | -               | -               | -               | -                  | -                  | -                  | 2      | 0      |
| Totale Elfsborg    | Totale Elfsborg    | Totale Elfsborg    | 21         | 1          |                 | 0               | 0               |                    | 0                  | 0                  | 21     | 1      |
| 2008–2009          | Crystal Palace     | FLC                | 5          | 0          | CI+CdL          | 1+0             | 0+0             | -                  | -                  | -                  | 6      | 0      |
| 2009–2010          | La Louvière Centre | TK                 | 17         | 4          | CB              | 0               | 0               | -                  | -                  | -                  | 17     | 4      |
| 2010               | Columbus Crew      | MLS                | 3          | 1          | USC             | 1               | 0               | -                  | -                  | -                  | 4      | 1      |
| 2011               | Toronto FC         | MLS                | 1          | 0          | USC             | 0               | 0               | CCL                | 6                  | 1                  | 7      | 1      |
| Totale Carriera    | Totale Carriera    | Totale Carriera    | 85         | 8          |                 | 3               | 0               |                    | 6                  | 1                  | 94     | 9      |